# Марчел Юреш
Марчел Юреш (на румънски: Marcel Iureș) е актьор от Румъния. Участвал е в игралния екшън филм „Миротвореца“ (1997).